# Georgia Holl
Georgia Holl, gebürtig Sophie Edith Flach (* 4. August 1916; † nach 1979), war eine deutsche Schauspielerin.

## Leben
Georgia Holl genoss eine umfangreiche Schauspielausbildung, spielte zunächst Theater und war auch bald in ihrer ersten Filmrolle an der Seite Martha Eggerths in Ihr größter Erfolg zu sehen. Bald erhielt sie auch bedeutendere Rollen, so war sie z. B. als Tochter Hans Mosers in Knox und die lustigen Vagabunden zu sehen. In der Märchenverfilmung Hans im Glück spielte sie neben Erwin Linder die Hauptrolle. 1939, als sich ihre Filmkarriere dem Ende zuneigte, sah man sie u. a. als Gerda Maurus’ Schwester im Alpenfilm Grenzfeuer, im Kurzfilm Die gute alte Zeit war sie zudem auch noch einmal in einer Hauptrolle zu sehen. Nach Alfred Stögers Kurzfilm Das große Los verschwand sie von der Leinwand und war nur noch auf der Bühne präsent.

## Filmografie
- 1934: Ihr größter Erfolg
- 1935: Glückspilze
- 1935: Knox und die lustigen Vagabunden (Zirkus Saran)
- 1936: Der Jäger von Fall
- 1936: Hans im Glück
- 1937: Nachtwache im Paradies
- 1939: Grenzfeuer
- 1939: Die gute alte Zeit (Kurzspielfilm)
- 1939: Das große Los (Kurzspielfilm)